# Mondy
Mondy (ros. Монды) – osiedle w Rosji, w Buriacji, w rejonie tunkińskim. W 2010 liczyło 1000 mieszkańców.